# Roger Moore (ator americano)
Roger Moore (Chicago, Illinois, 21 de setembro de 1900 – 24 de março de 1999) foi um ator estadunidense. Nascido Joseph I. Young, era filho do imigrante irlandês Thomas E. Young e da americana Margaret Fife, e irmão mais velho do ator Robert Young. Usou como nomes alternativos Joe Young e Joseph Young e, apesar de ter atuado em mais de 200 filmes, na maioria deles não foi creditado, mediante o fato de fazer pequenos papéis.

## Filmografia
1953
- Gentlemen Prefer Blondes Os Homens Preferem as Loiras ( não-creditado) - chauffeur
- Dangerous When Wet (não-creditado) - repórter
- Pickup on South Street (não-creditado) - Mr. Victor
- Scandal at Scourie (não-creditado) - homem
- The Girl Next Door (não-creditado) – fotógrafo
- Small Town Girl (não-creditado) - chauffeur
- Confidentially Connie (não-creditado) – ponta
- The Clown (não-creditado) - Roger, homem que encontra Hogarth
- Meet Me at the Fair (Música e Romance) (não-creditado) – magnata de Wall Street

1952
- Above and Beyond (não-creditado) - civil
- The Bad and the Beautiful (não-creditado) – balconista de charuto
- Stars and Stripes Forever (não-creditado) – assessor do presidente
- Kansas City Confidential (Os quatro Desconhecidos) (não-creditado) – vendedor
- Monkey Business (O Inventor da Mocidade) (não-creditado) – ponta
- Pat and Mike (não-creditado) – fotógrafo
- Paula (não-creditado) - ponta
- Young Man with Ideas (não-creditado) – associado

1951
- Too Young to Kiss (não-creditado) - fotógrafo
- It's a Big Country (não-creditado) – repórter
- Let's Make It Legal (não-creditado) – repórter
- The Strip (não-creditado) – balconista de apostas
- The Tall Target (não-creditado) – ponta
- Rich, Young and Pretty (não-creditado) – legionário
- As Young as You Feel – Saltenstall
- Half Angel  - repórter
- Go for Broke!  - Major
- The Great Caruso – bombeiro na galeria

1950
- Dial 1119  - pedestre
- The Fuller Brush Girl (As Aventuras de Sally)
- Duchess of Idaho  - escolta
- Father of the Bride (O Pai da Noiva) – engajador de clientes
- Shadow on the Wall  - Mr. Townsend
- The Yellow Cab Man - repórter
- Francis – major da marinha
- Key to the City (Mulher, a Quanto Obrigas) – recepcionista do Hotel

1949
- East Side, West Side (não-creditado) - repórter no aeroporto
- Whirlpool (não-creditado) – homem das impressões digitais
- The Gal Who Took the West (não-creditado) – convidado da festa
- House of Strangers (Sangue do Meu Sangue) (não-creditado) - arquiteto
- Any Number Can Play (não-creditado) – patrão do cassino
- The Barkleys of Broadway (não-creditado) – primeiro homem
- Tulsa (Ouro Negro) (não-creditado) – droguista
- A Connecticut Yankee in King Arthur's Court (não-creditado) - licitante

1948
- Act of Violence (não-creditado) – pedestre de Wino
- Isn't It Romantic? (não-creditado) – cidadão
- Luxury Liner (não-creditado) – garçom
- Good Sam (A Felicidade Bate à Sua Porta)  (não-creditado)
- The Fuller Brush Man (não-creditado) – detetive Foster
- State of the Union (Sua Esposa e o Mundo) (não-creditado) – fotógrafo
- Homecoming (não-creditado) – doutor

1944
- Meet the People (não-creditado) - chauffeur de Julie

1943
- Girl Crazy (não-creditado) – cameraman
- The Cross of Lorraine (A Cruz de Lorena) (não-creditado) – soldado francês
- I Dood It (não-creditado) – homem na audiência de 'Star Eyes'
- Swing Shift Maisie (não-creditado) – ponta
- Trifles That Win Wars (curta) (não-creditado) – doutor
- Farm Hands (curta) (não-creditado) – pai de Mickey
- Hitler's Madman (não-creditado) - prisioneiro
- A Stranger in Town (não-creditado) – homem da cidade na audiência
- Slightly Dangerous (não-creditado) – assistente do supervisor

1942
- Andy Hardy's Double Life (não-creditado) – balconista do tribunal (cenas deletadas)
- Panama Hattie (não-creditado) – espião
- Grand Central Murder (não-creditado) – estenógrafo da polícia
- Fingers at the Window (não-creditado) - Jim – um ator
- This Time for Keeps (não-creditado) – garçom do Country Club

1941
- Wedding Worries (curta) (não-creditado)
- The best man (creditado como Joe Young)
- Unholy Partners (não-creditado) – balconista do jornal com Flash Report
- Shadow of the Thin Man (não-creditado) – repórter
- Helping Hands (curta) (não-creditado) – balconista (creditado como Joe Young)
- Whistling in the Dark (não-creditado) – extra no avião
- Blossoms in the Dust (Flores do Pó) (não-creditado) – notário
- A Woman's Face (não-creditado) – convidado da festa
- 1-2-3 Go! (curta) (não-creditado) – homem na cena do acidente (creditado como Joe Young)
- Respect the Law (curta) (não-creditado) - repórter

1940
- Good Bad Boys (curta) (não-creditado) – oficial da corte (creditado como Joe Young)
- Jack Pot (curta) (não-creditado) - Ed – operário da lavadora
- I Take This Woman (cenas deletadas) - Inspetor
- Know Your Money (curta) (não-creditado) – motorista de taxi
- The Shadow (O Sombra) - Harry Vincent
- Andy Hardy's Dilemma: A Lesson in Mathematics... and Other Things (curta) (não-creditado) – mecânico dos carros usados

1939
- Nick Carter, Master Detective (não-creditado) - secretário
- Thunder Afloat (não-creditado) - ordenado
- Miracles for Sale (não-creditado) – voluntário na audi~encia do show de mágica
- Sergeant Madden (não-creditado) – instrutor de impressão digital

1938
- Too Hot to Handle (não-creditado) - cameraman
- Strange Glory (curta) (não-creditado) - ponta
- Three Comrades (não-creditado) – convidado da festa
- The First Hundred Years (não-creditado) – comissário de bordo
- Paradise for Three (não-creditado) – operador de telefone
- Of Human Hearts (não-creditado) – atendente da escola de cirurgia

1937
- Candid Cameramaniacs (curta)  (não-creditado)
- Double Wedding (não-creditado) – pianista no Spike’s
- The Boss Didn't Say Good Morning (curta) (não-creditado) – trabalhador do escritório
- Bad Guy (não-creditado) – balconista do aeroporto
- Torture Money (curta) (não-creditado) - Cabbie

1936
- After the Thin Man (A Comédia dos Acusados) (não-creditado) - repórter
- Sworn Enemy (não-creditado) - repórter
- Fury (Fúria) (não-creditado) – assistente de Adams
- Tough Guy (não-creditado) - G-Man

1935
- Broadway Melody of 1936 (não-creditado) – ator na audição
- Mutiny Ahead - Darby (creditado como Joe Young)
- Night Life of the Gods (não-creditado) – líder da orquestra

1934
- Shrimps for a Day (curta) - Dick (creditado como Joe Young)
- Three Little Pigskins (curta) (não-creditado) – Pete, capanga de Joe
- Ferry-Go-Round (curta) (não-creditado) - ponta
- Mama's Little Pirate (curta) – pai de Spanky (creditado como Joe Young)
- Death on the Diamond (não-creditado) – cardeal jogador, #11
- Mike Fright (curta) (não-creditado) – membro da audiência de rádio
- The Gold Ghost (curta) (creditado como Joe Young)
- Carolina (não-creditado) - oficial

1933
- Husbands' Reunion (curta) - advogado (creditado como Joe Young)
- Knockout Kisses (curta) (não-creditado) - vilão
- Hot Hoofs (curta) (creditado como Joe Young)
- See You Tonight (curta) (creditado como Joe Young)
- Easy on the Eyes (curta) (não-creditado) – convidado do evento de caridade
- Too Many Highballs (curta) (não-creditado)

1932
- Doubling in the Quickies (curta) (não-creditado) - Mr. Thompson
- Taxi for Two (curta) (não-creditado) - eloper
- Courting Trouble (curta) (não-creditado) - Gambler
- Alaska Love (curta) (não-creditado) – guia no Alaska
- Hatta Marri (curta) (não-creditado) – 2º ladrão de cavalos árabe
- Speed in the Gay Nineties (curta) – Jimmy (creditado como Joe Young)
- The Flirty Sleepwalker (curta) - Jimmie (creditado como Joe Young)
- Lady! Please! (curta) – inquilino em potencial (creditado como Joe Young)
- Bridge Wives (curta) (não-creditado) – trabalhador do esgoto

1931
- The Great Pie Mystery (curta) (não-creditado) – homem misterioso com turbante
- Speed (curta)  - Jimmy's Pal (creditado como Joe Young)
- In Conference (curta) (não-creditado) – soldado sequestrado
- Just a Bear (curta) - Jimmy Daley (creditado como Joe Young)
- The Dog Doctor (curta) - Lion Keeper (creditado como Joe Young)
- The College Vamp (curta) (não-creditado) - Grand Kipper da fraternidade/ Motorista de taxi
- One Yard to Go (curta) (não-creditado) – espectador do jogo de futebol

1930
- Rough Idea of Love (curta) (não-creditado) - dançarino
- Too Hot to Handle (curta) (creditado como Joe Young)
- Average Husband (curta) (não-creditado) – convidado da festa
- The Storm (não-creditado) - Switchboard Operator
- Goodbye Legs (curta) (creditado como Joe Young) – 2º assistente de Ed
- Dancing Sweeties (não-creditado) - Pat
- Old Vamps for New (curta) (creditado como Joe Young)

1929
- Baby Talks (curta) - Joe
- Good Skates (curta) (creditado como Joe Young) - Mike
- The Newlyweds' Pests (curta)  - Mr. Newlywed
- Just the Type (curta) (creditado como Joe Young) - Mike
- Early to Wed (curta) (creditado como Joe Young) - Mike
- Chaperons (curta) (creditado como Joe Young) - Mike
- Finishing School (curta) (creditado como Joe Young) - Mike
- This Way Please (curta) (creditado como Joe Young) - Mike
- The Rodeo (curta) (creditado como Joe Young)
- She's a Pippin (curta) (creditado como Joe Young) - Mike
- Take Your Pick (curta) (creditado como Joe Young) - Mike
- Calling Hubby's Bluff (curta) (não-creditado) – convidado da festa
- Hold Your Horses (curta) (creditado como Joe Young) - Mike

1928
- And Morning Came (curta) Mike (creditado como Joe Young)
- The Campus Vamp (curta) (não-creditado) – estudante
- Fish Stories (curta) (creditado como Joe Young) - Mike
- A Taxi Scandal (curta) (creditado como Joe Young) – flêrte no parque
- Shooting the Bull (curta) (creditado como Joe Young) - Mike
- Just Wait (curta) (creditado como Joe Young)  - Mike
- Husbands Won't Tell (curta) (creditado como Joe Young) - Mike
- The Girl from Nowhere (curta) (não-creditado) - ponta
- Broke Out (curta) (creditado como Joe Young) - Mike
- Cash Customers (curta) (creditado como Joe Young) - Mike
- Whose Wife? (curta) (creditado como Joe Young) - Mike
- Women Chasers (curta) (creditado como Joe Young) - Mike
- The Swim Princess (curta)
- Love at First Flight (curta) (creditado como Joe Young)
- Run, Girl, Run (curta)
- Better Behave (curta) – diretor da McNutt (creditado como Joe Young)
- Rudolph's Revenge (curta) – zelador/ policial (creditado como Joe Young)

1927
- The Girl from Everywhere (curta) (não-creditado) - extra
- Broke in China (curta) (creditado como Joe Young)
- Naughty Nanette - Bill Simmons (creditado como Joe Young)
- A Small Town Princess (curta) (creditado como Joseph Young)
- The Jolly Jilter (curta) (creditado como Joe Young)
- Peaches and Plumbers (curta) (não-creditado) - ponta
- Should Sleepwalkers Marry? (curta) (creditado como Joe Young)
- The Kid Brother (não-creditado) - cidadão

1926
- Hesitating Horses (curta) (creditado como Joe Young)
- A Prodigal Bridegroom (curta) (não-creditado) - ponta
- The Perils of Petersboro (curta) (creditado como Joseph Young)
- Smith's Landlord (curta) (creditado como Joe Young)
- Fangs of Vengeance (curta) (creditado como Joseph Young) - Guy Bolton
- Her Actor Friend (curta) (creditado como Joe Young)
- Smith's Vacation (curta) (creditado como Joe Young)
- Alice Be Good (curta) (creditado como Joseph Young)
- Puppy Lovetime (curta) (creditado como Joe Young) – pai de Alice
- The Ghost of Folly (curta) (creditado como Joseph Young)
- A Love Sundae (curta) (creditado como Joe Young)
- Spanking Breezes (curta) (creditado como Joe Young)
- Circus Today (curta) (não-creditado) - ponta
- Gooseland (curta) (creditado como Joe Young)
- Trimmed in Gold (curta) (creditado como Joe Young)
- The Funnymooners (curta) (creditado como Joe Young)
- Whispering Whiskers (curta) (não-creditado) - ponta
- Hot Cakes for Two (curta) (creditado como Joe Young)

1925
- The Soapsuds Lady (curta) (creditado como Joe Young)
- Dangerous Curves Behind (curta) (creditado como Joe Young)
- Good Morning, Madam! (curta) (creditado como Joe Young)
- Butter Fingers (curta) (não-creditado) - ponta
- The Iron Nag (curta) (creditado como Joe Young)
- Sneezing Beezers (curta) (não-creditado) - ponta
- Bashful Jim (curta) (creditado como Joe Young)
- Water Wagons (curta) (não-creditado) - ponta
- The Beloved Bozo (curta) (creditado como Joseph Young)

1924
- Wall Street Blues (curta) (creditado como Joe Young)
- Romeo and Juliet (curta) (creditado como Joe Young)
- Yukon Jake (curta) (não-creditado) - ponta
- Flickering Youth (curta) (creditado como Joe Young)
- Shanghaied Lovers (curta) (creditado como Joseph Young)
- The Half-Back of Notre Dame (curta)

1914
- Helping Mother (curta) (creditado como Joe Young)